# جاسم الجلابي
جاسم الجلابي لاعب كرة قدم قطري، ولد في (20 فبراير 1996) ، يلعب لصالح نادي قطر.

## مسيرة اللاعب
كانت بداياته مع أكاديمية أسباير و كانت له تجربة في الفئات السنية في نادي أوكسير الفرنسي وله تجربة احترافية مع نادي لاسك لينتس النمساوي و لعب بعدها مع نادي الوكرة ونادي مسيمير ونادي قطر.

## روابط خارجية
- جاسم الجلابي على موقع Soccerway.com (الإنجليزية)